# Diphasiastrum tristachyum
Espèce
Synonymes
- Lycopodium tristachyum Pursh[1]

Diphasiastrum tristachyum ou Lycopode petit Cyprès est une espèce de lycopode de la sous-famille des Lycopodioidées.

## Taxonomie

### Historique
Diphasiastrum tristachyum, autrefois largement connu sous le nom de Lycopodium tristachyum, a été décrit pour la première fois par le botaniste suédois Carl Ludwig Willdenow en 1802. Dans la taxonomie linéenne du début du XIXe siècle, cette espèce était alors intégrée au genre Lycopodium, qui regroupait un grand nombre de lycopodiacées sans distinction précise entre les morphologies pourtant variées du groupe. Cette approche large fut progressivement remise en question au cours du XIXe siècle, à mesure que les botanistes européens et nord-américains observaient des différences morphologiques, écologiques et de distribution entre plusieurs taxons réunis sous Lycopodium.
C’est au cours du XXe siècle que les études morphologiques, cytogénétiques et plus tard moléculaires, ont permis une révision profonde de la classification des Lycopodiaceae. L’espèce Lycopodium tristachyum fut ainsi transférée dans un genre distinct : Diphasiastrum, établi dans sa forme actuelle par le botaniste américain Warren H. Wagner dans les années 1970. Ce dernier reconnut l’existence d’un groupe d’espèces « à port aplati », bien distinct du type Lycopodium clavatum subsp. clavatum, et méritant une reconnaissance générique propre.
L’histoire taxonomique de D. tristachyum est également marquée par des confusions fréquentes avec des espèces proches, notamment Diphasiastrum alpinum et Diphasiastrum complanatum subsp. complanatum. Ces confusions sont dues à des caractères morphologiques subtils, comme la disposition des rameaux, la teinte glauque du feuillage, ou encore la structure des sporophylles. Dans certains herbiers anciens, des spécimens de D. tristachyum étaient mal identifiés, ce qui a longtemps compliqué l’établissement de sa répartition précise. L’espèce a parfois été considérée comme un simple écotype ou une variété de D. complanatum subsp. complatum dans certaines flores.

### Étymologie
L’épithète tristachyum vient du grec et signifie « à trois épis ».

### Description
Proche de Diphasiastrum complanatum subsp. complanatum dans son architecture générale, il se distingue néanmoins de ce dernier par les caractères suivants : une tige principale nettement souterraine allant jusqu’à 10-15 cm de profondeur, des rameaux feuillés d’un vert bleuté à ramification serrées et redressées, étroite, peu aplatis, à faces supérieure et inférieure presque semblable. Les pédoncules fructifères sont en position terminale sur l’axe principale des pousses, lequel ne conserve donc pas d’apex végétatif et ne poursuit pas sa croissance. On note que des pédoncules supplémentaires sont souvent portés à l’extrémité des ramifications supérieures; une même pousse porte plusieurs groupes d’épis. 
C’est une plante vivace à la fructification estivale, puis les épis se dessèchent en automne. Les rameaux végétatifs sont persistant, mais les pousses dressées ne poursuivent pas leur croissance après avoir porté des épis. 

### Risque de confusion
Peut être confondu avec Diphasiastrum ×zeilleri .

## Distribution et habitat

### Distribution
C’est une espèce des régions tempérées d’Europe et d’Amérique du Nord.

#### En Europe
On retrouve ce lycopode au sud de la Norvège, de la Suède et de la Finlande. Mais également au Danemark, dans les Pays Baltes et plaines germano-polonaise, vers l’ouest jusqu’à la Belgique; massifs montagneux de l’Europe moyenne, du Massif central et des Vosges aux Sudètes et aux Carpates; Alpes italiennes et nord des Apennins. Présence ancienne dans le sud de l’Angleterre attestée par un spécimen d’herbier.
En France, c’est une plante qui a subi une forte régression depuis le XIXe siècle, en particulier dans le Massif central où ne subsistent plus que quelques stations près du puy de la Tuile dans l’Aubrac cantalien, en Margeride (Lozère et Cantal), et dans le Forez où elle a été retrouvée en 2005, alors que des localités étaient connues autrefois dans le Limousin sur le plateau de Millevaches, dans les Combrailles et l’Aubrac aveyronnais. La plante est maintenant connu sporadiquement du Pays de Bitche à la région d’Épinal, sur les versants lorrains et alsaciens. Présence très ponctuelle dans le sud-est de la Haute-Saône.

#### Hors d'Europe
On rencontre également cette espèce en Asie, sur la bordure orientale de la mer Noire; est de l’Amérique du Nord, au Canada et aux États-Unis.

### Habitat

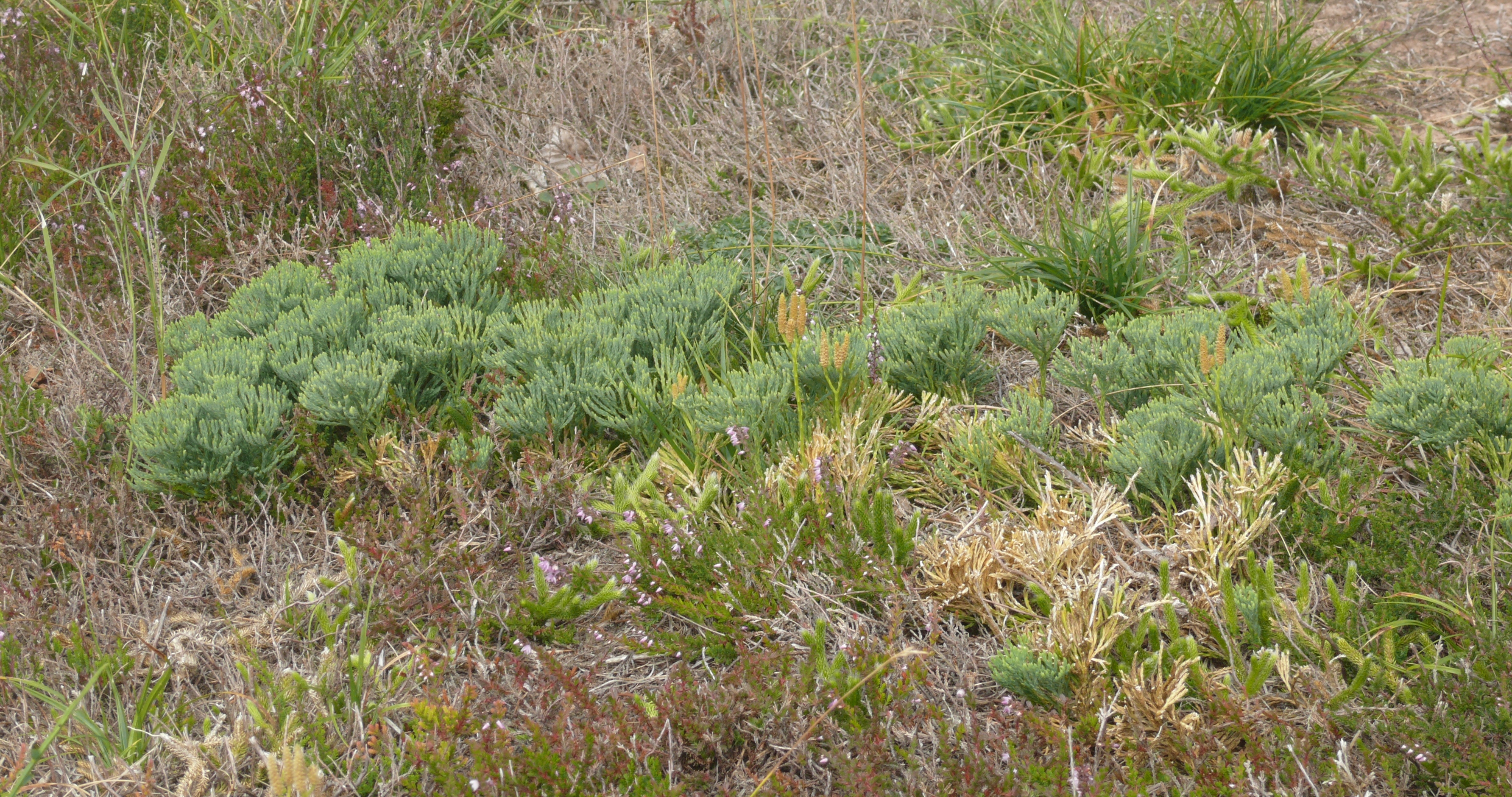
Exemple d’habitat de D.tristachyum

C’est une plante des sols acides, meubles et filtrant, souvent liée à des terrains granitiques ou sable-gréseux. Elle montre généralement une nette préférence pour la pleine lumière, dans les landes ouvertes à callune et myrtille, avec un développement et une fructification fortement favorisés par le rajeunissement des landes, en particulier par les incendies auxquels elle resiste bien par sa tige principale souterraine. Elle peut cependant se maintenir sous forme de quelques pousses stériles lorsque le couvert de callune se referme. Se trouve également dans des végétations de pelouses rases en Europe centrale et orientale, ainsi que dans des forêts claires en Europe du Nord. Présente également dès les basses altitudes en Scandinavie et jusqu’à près de 2000 m dans les Alpes italiennes. 

## Études récentes et statut actuel
Les recherches en biologie moléculaire et en phylogénie, notamment à partir des années 1990, ont confirmé l’identité distincte de Diphasiastrum tristachyum. Ces études ont également mis en évidence la relative stabilité de ses populations malgré sa rareté régionale, notamment en Europe occidentale.

## Protection
En France, l'espèce est protégée sur l'ensemble du territoire métropolitain. Elle figure sur la liste rouge de le flore vasculaire d'Île-de-France.
En Belgique, l'espèce est protégée légalement.